# Marilyn Manson (banda)
Marilyn Manson és una banda estatunidenca de metal industrial/alternatiu formada l'any 1989 pel cantant Marilyn Manson —nascut Brian Hugh Warner— i el guitarrista Scott Putesky, inicialment sota el nom de Marilyn Manson & The Spooky Kids. Actualment Manson és l'únic membre original que resta a la banda. Al llarg dels anys s'ha vist envoltada de controvèrsia per la seva forta oposició a organitzacions religioses, les referències en les seves lletres cap al sexe, la violència i les drogues, així com també per les seves freqüents transformacions estètiques i les performances escèniques elaborades.
El 1996 van signar amb el segell Interscope Records i van aconseguir l'èxit comercial en posar a la venda el seu segon àlbum d'estudi, titulat Antichrist Superstar. Similar a la temàtica del disc, la gira en promoció va rebre dures crítiques pel seu missatge antireligiós i va derivar en diverses protestes a la sortida dels seus concerts. La polèmica va arribar al seu clímax l'any 1999, quan la banda va ser acusada d'haver incitat al fet que dos alumnes duguessin a terme una massacre en una escola de Columbine. No obstant això, encara que la seva suposada influència es va desmentir, van decidir allunyar-se dels escenaris fins a l'any 2000, quan van tornar amb el disc Holy Wood (In the Shadow of the Valley of Death).
Des de la seva formació la banda ha posat a la venda deu àlbums d'estudi —dos dels quals van ser número u en vendes al seu país natal— i venut cinquanta milions de còpies mundialment. Així mateix, van rebre nominacions als premis Grammy en quatre ocasions diferents i segons el canal musical VH1 estan entre els «100 millors artistes del hard rock».

## Història

### 1989-1993:The Spooky Kids
El grup Marilyn Manson es va formar l'any 1989 a la ciutat de Fort Lauderdale, Florida. En aquest temps Brian Warner treballava escrivint articles en la secció musical d'una revista anomenada 25th Parallel. La seva tasca com a periodista li va ajudar a establir contacte amb diversos músics, entre ells, Trent Reznor de Nine Inch Nails i Scott Putesky. Aquest últim va ser reclutat per Brian per formar una banda després d'haver-li mostrat poemes i lletres que havia escrit. Poc després se'ls va unir el baixista Brian Tutunick i l'any 1990 van gravar la seva primera maqueta com Marilyn Manson & the Spooky Kids.
Per a les seves presentacions en viu, la banda va preferir adoptar pseudònims que incloïen el nom d'un artista famós i el cognom d'un criminal. El vocalista Brian Warner va adoptar el nom de Marilyn Manson, el guitarrista Scott Putesky va prendre el de Daisy Berkowitz i Brad Stewart, qui es va encarregar de reemplaçar al baixista Brian Tutunick, va adoptar el nom de Gidget Gein. Més tard Fred Streithorse se'ls va unir com Sara Lee Lucas en el lloc de baterista i Stephen Gregory Bier, qui va adoptar el pseudònim Madonna Wayne Gacy, es va encarregar de completar la formació com teclista. Els noms utilitzats per cada membre eren representatius del concepte que van considerar central en la seva presentació; la dicotomia entre el béi el mal, al costat de la seva existència en un tot. «Marilyn Monroe tenia un costat fosc» va explicar Manson en la seva autobiografia, «com Charles Manson també tenia un costat bo i intel·ligent».
La reputació de la banda va créixer ràpidament a la seva ciutat d'origen a causa de les seves presentacions en viu. En els seus concerts era molt comú veure als membres del grup utilitzant abillaments extravagants, al costat de «dones crucificades i restes d'animals coberts en sang». Així mateix Scott David, un DJ radoifònic de Florida que se n'havia fet seguidor, posava les seves maquetes a l'emissora sovint. A principis de 1992 la banda va decidir escurçar el seu nom a Marilyn Manson i van continuar promovent-se independentment per la resta de l'any.

### 1993-1995:Portrait of an American Family
El 1993, l'extravagant imatge de la banda va cridar l'atenció de Trent Reznor, cantant de Nine Inch Nails. Reznor va establir contacte amb ells i els va oferir l'oportunitat que s'unissin al seu segell, Nothing Records. La banda va acceptar l'oferta, i al costat de l'ajuda del productor Roli Mosimann, van iniciar l'enregistrament del seu primer treball discogràfic. No obstant això, a causa que no estaven conformes amb el resultat, Reznor es va encarregar de reemplaçar a Mosimann i van finalitzar el procés d'enregistrament de Portrait of an American Family. El primer senzill triat per promocionar-lo va ser «Get Your Gunn», l'únic on figuraria el nom del baixista Gidget Gein, expulsat de la banda per la seva addicció a les drogues i reemplaçat per Jeordie White, qui va assumir el nom de Twiggy Ramirez.
Al març de 1994, la banda va decidir iniciar la seva primera gira; allí van presentar al seu nou bateria Kenneth Wilson, qui que va substituir a Sara Lee Lucas i va adoptar el pseudònim Ginger Fish. Al llarg de la gira van tocar en petits clubs, teatres i diversos festivals acompanyats per bandes com Korn i Danzig. Aquests concerts van arribar a la seva fi a mitjan 1995 i van dur a terme un segon i tercer senzill per promocionar l'àlbum. Les cançons triades van ser «Lunchbox» i «Dopi Hat». En aquest mateix any la banda també va elaborar el seu primer EP de llarga durada titulat Smells Like Children. Entre les diverses remescles i «versions» que componen el EP, la cançó «Sweet Dreams (Are Made of This)», original del grup Eurythmics, va ser llançada com a senzill. Considerat com el primer «gran èxit» de la banda; el seu vídeo va rebre molta difusió al canal musical MTV.

### 1996-1998:Antichrist Superstar

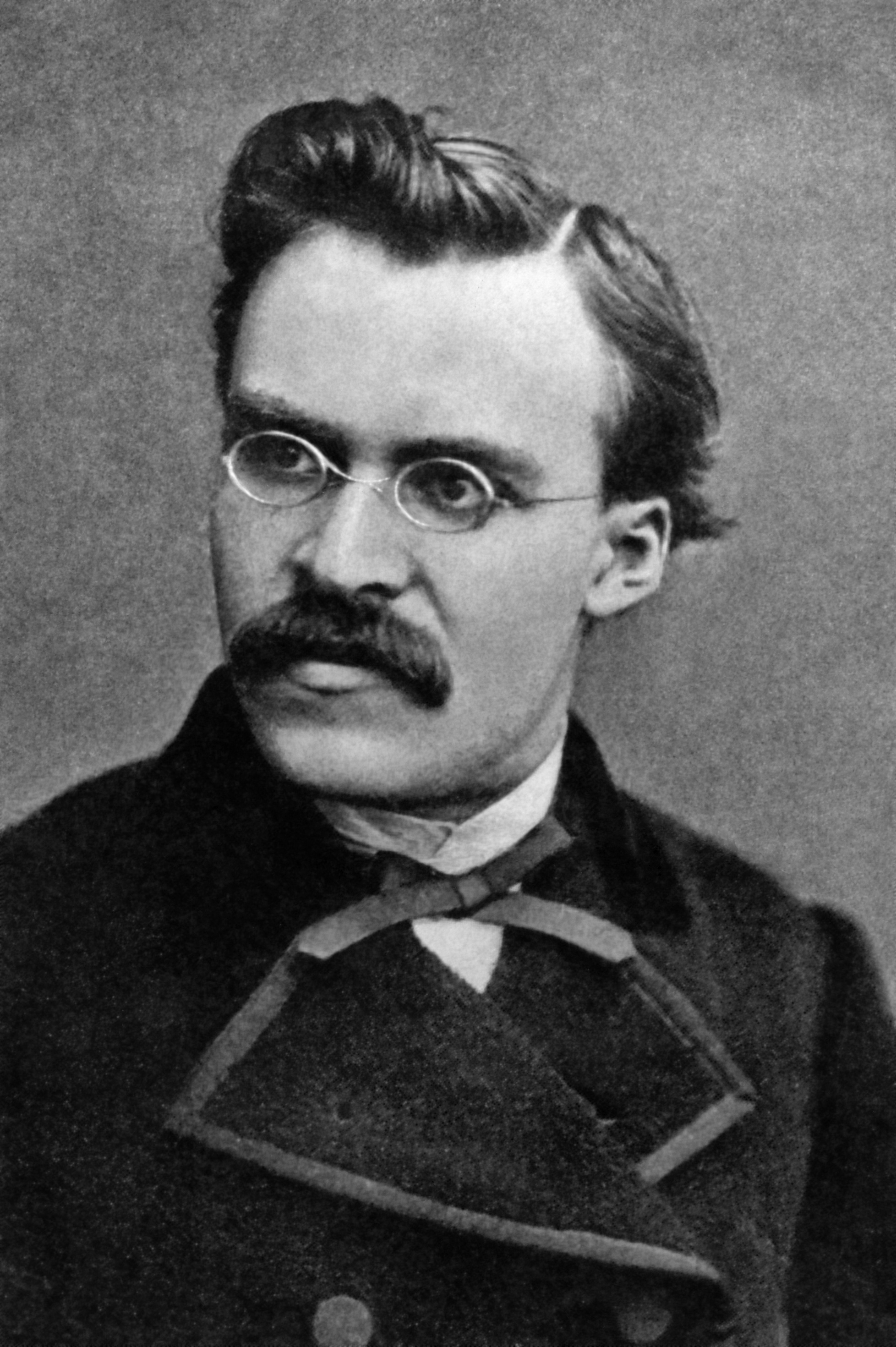
Les idees de Friedrich Nietzsche van ser un factor important en el desenvolupament de l'àlbum.

Després de finalitzar la promoció de Smells Like Children, la banda va signar un contracte amb la discogràfica Interscope Records i van començar la producció del seu segon àlbum d'estudi. Llançat a l'octubre de 1996, Antichrist Superstar va ser posat a la venda amb els segells Nothing i Interscope i produït per Trent Reznor, Dave Ogilvie i Sean Beavan. Segons paraules de Manson, el procés d'enregistrament va tenir moltes dificultats a causa de l'abús de drogues que eventualment va derivar a l'acomiadament del guitarrista i compositor Daisy Berkowitz. Això va ocasionar que Twiggy Ramirez s'encarregués d'acabar les sessions de guitarres i la contractació de Timothy Michael Linton, ara amb el nom de Zim Zoom, per ocupar el seu lloc.
Antichrist Superstar és un àlbum conceptual que constitueix la primera part d'una trilogia de discs. El concepte va ser inspirat per les obres del filòsof Friedrich Nietzsche. Van ajudar al fet que Manson completés una història que havia desenvolupat sobre la base de somnis previs a l'enregistrament del disc.
El primer senzill de l'àlbum, «The Beautiful People» i el seu controvertit vídeo, van provocar molta expectativa, suficient perquè debutés en el lloc número tres de la llista Billboard 200, i que Manson aparegués en la portada de la revista Rolling Stone, sent nomenat «millor artista emergent» de 1996. Després de la seva publicació, la banda es va embarcar en la seva gira més extensa fins avui i gràcies a les seves controvertides presentacions teatrals, van aconseguir difondre la seva fama per tot el món. No obstant això, no tota l'atenció que van rebre va ser positiva.
La gira Dead to the World Tour va estar envoltada de controvèrsia, ja que presentava una elaborada posta escènica amb una temàtica apocalíptica i antireligiosa; en les seves presentacions Manson trencava bíblies, es autoflagel·lava i criticava al govern i a l'església entre altres coses. Als Estats Units el grup va ser objecte de crítiques negatives per part del Congrés, al punt que el senador Joseph Lieberman els va catalogar com «probablement el grup més malalt promogut per una gran companyia discogràfica». Així mateix diversos grups religiosos també van realitzar piquets a la sortida dels seus concerts, demanant als seguidors que no assistissin perquè segons pròpies paraules: «Creiem que cada vegada que una persona escolta aquest nou àlbum, podria provocar la destrucció de Déu en les seves ments trastornades».
Després de finalitzar aquesta gira, el 10 de novembre de 1997 la banda va llançar un EP anomenat Remix & Repent, que compta amb cinc temes de Antichrist Superstar dels quals dos són remescles i tres enregistraments en viu.
Després d'haver publicat un VHS que va documentar la seva gira Dead to the World Tour, al començament de 1998 la banda va iniciar la producció del seu tercer treball discogràfic. Al setembre d'aquell mateix any es va posar a la venda la segona part de la trilogia dels discs iniciada amb Antichrist Superstar, una òpera rock titulada Mechanical Animals i produïda per Michael Beinhorn.
Previ al seu llançament, Interscope va realitzar una immensa campanya publicitària que va incloure una imatge gegant del cantant a Times Square, la portada de la revista Rolling Stone i aparicions en diversos mitjans de comunicació. La campanya desenvolupada pel llançament de l'àlbum, al costat d'un nou senzill anomenat «The Dope Show», van fer que Mechanical Animals debutés en el número 1 de la llista Billboard 200, amb 223.000 unitats venudes en la primera setmana, aconseguint la certificació de platí i una nominació al premi Grammy a la millor interpretació de hard rock.

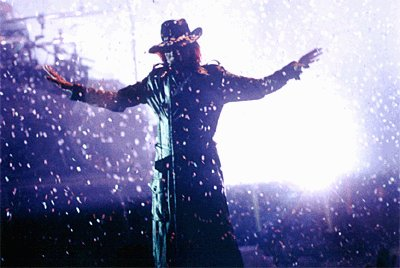
Marilyn Manson interpretant «The Speed of Pain», durant la gira Mechanical Animals Tour

El llançament de Mechanical Animals va significar un canvi en l'estil musical i les lletres de la banda. Musicalment, es va allunyar del to agressiu Antichrist Superstar cap a un estil semblant al glam rock amb lletres temàticament dirigides cap a l'amor, la depressió i les drogues. Així mateix, va promoure una imatge andrògena, influenciada pels abillaments i el maquillatge que David Bowie utilitzava en les seves presentacions de la dècada de 1970. Similar al seu predecessor, el disc compta amb una història conceptual on Manson representa a dues alter ego diferents: Omega, el personatge principal en la història lineal de l'àlbum i Alfa, que es relaciona amb si mateix i les seves experiències de vida.
Abans d'iniciar la gira en promoció, el guitarrista John Lowery va ser reclutat per reemplaçar a Zim Zoom, qui va decidir sortir de la banda en termes amigables. Lowery va adoptar el nom de John 5 i es va encarregar de completar la formació que participaria a la gira Mechanical Animals Tour. No obstant això, la banda es va veure obligada a cancel·lar-la després de ser culpats d'haver incentivat al fet que dos estudiants perpetressin una massacre en una escola de Columbine, Colorado. En conseqüència el 24 d'abril, per respecte a les víctimes, Manson va cancel·lar les dates restants de la seva gira a Amèrica del Nord i posteriorment la va aturar definitivament en completar la seva cinquena etapa per Àsia. Més endavant es va comprovar que cap dels estudiants acusats eren seguidors de la banda.

### 1999-2001:Holy Wood

La creu de Lorena és utilitzada com a logo per representar al Celebritarianism.

Cap a finals de 1999, el grup va posar a la venda un àlbum en directe titulat The Last Tour on Earth, juntament amb el senzill «Astonishing Panorama of the Endtimes», que va servir per promoure la banda sonora de la sèrie Celebrity Deathmatch i els va atorgar la seva segona nominació a un premi Grammy. Pel que resta de l'any i començaments del 2000, aquesta es va dedicar a l'escriptura i enregistrament de noves cançons, on van reprendre l'agressiu so adaptat a l'era de Antichrist Superstar. El seu quart treball d'estudi titulat Holy Wood (In the Shadow of the Valley of Death) va ser produït per Dave Sardy i va sortir a la venda el 14 de novembre del 2000.
Amb vendes superiors a les 117.000 còpies en la seva primera setmana va debutar en el lloc número tretze del Billboard 200 i va ser promogut pels senzills «The Fight Song», «Disposable Teens» i «The Nobodies».
Descrit per Manson com la tercera part de la trilogia iniciada amb Antichrist Superstar i continuada per Mechanical Animals, el tema principal tractat en aquest disc es basa en la relació entre la mort i la fama en la cultura estatunidenca. En l'àlbum, Manson desenvolupa la idea d'una nova religió anomenada Celebritarianism que festeja la mort de les celebritats. Sobre aquesta base, les lletres i el treball artístic contenen moltes referències a figures històriques o famoses mortes com John F. Kennedy, John Lennon, Abraham Lincoln i John Wilkes Booth. Manson també va revelar que a més del concepte portat en cada àlbum, Holy Wood podria veure's com antecessor a Mechanical Animals i Antichrist Superstar, sense explicar la data en què els àlbums van ser publicats ja que si bé cadascun té una línia històrica diferent, els tres units tenen un concepte que forma una història.
Amb un nou àlbum i imatge, la banda va concebre una gira anomenada Guns, God and Government Tour la posta escènica de la qual va ser influenciada per la fascinació de la violència en el continent d'Amèrica. Igual que les seves anteriors presentacions, aquestes van estar envoltades de controvèrsia a causa de fortes resistències per grups religiosos i cívics, després de ser la seva primera gira des de la massacre de Columbine. En el seu trajecte va ser objecte d'incidents que van derivar en cancel·lacions per amenaces de mort i arrestos, al costat de demandes pel comportament del cantant sobre l'escenari.
Durant la gira, tant el backstage dels seus concerts com les seves presentacions en viu van ser documentades en un DVD titulat Guns, God and Government, que després va ser publicat en versió Blu-Ray.

### 2002-2003:The Golden Age of Grotesque
Després de finalitzar la gira Guns, God and Government Tour, Twiggy Ramirez va anunciar la seva renúncia i va ser reemplaçat per Tim Sköld, antic membre de KMFDM. Havent completat la trilogia dels àlbums anteriors, Manson es va disposar a concentrar-se en un nou projecte i va iniciar l'enregistrament del seu cinquè treball discogràfic, produït pel nou baixista Sköld i editat al costat d'un DVD anomenat Doppelherz.
A diferència de la trilogia, aquest àlbum evita els missatges subliminals que van formar gran part dels seus discos anteriors. The Golden Age of Grotesque engloba un concepte on Manson troba la seva major font d'inspiració en la ideologia nazi. Les lletres estan principalment influenciades per l'«art degenerat» i l'era pre-nazi de la República de Weimar, així com el disseny artístic i el seu so pel llibre de Mel Gordon: Voluptuous Panic: The Erotic World of Weimar Berlin.
Després d'haver acabat amb les sessions de producció, l'àlbum estava llest per sortir a la venda i «This Is the New Shit» juntament amb «mOBSCENE» van ser els dos senzills triats per promocionar-lo. The Golden Age of Grotesque, editat el 13 de maig de 2003, va debutar en el número 1 de la llista Billboard 200 amb vendes de 118.000 còpies en la seva primera setmana i va rebre diverses certificacions d'or en diferents països d'Europa, igual que una tercera nominació als premis Grammy pel senzill «mOBSCENE». El seu cinquè treball discogràfic va ser promogut per una gira mundial amb el nom de Grotesk Burlesk Tour, amb una escenografia elaborada per Gottfried Helnwein i Jean Paul Gaultier. i inspirada pels cabarets alemanys de Weimar durant la dècada de 1930.

### 2004-2005:Lest We Forget: The Best Of
A la fi de 2004 es va anunciar que la companyia discogràfica Nothing tancaria i, per tant, va significar el final del seu contracte amb la banda. Considerat per Manson com el seu àlbum de «comiat», la compilació d'èxits titulada Lest We Forget: The Best Of va sortir el 28 de setembre de 2004 i promoguda per una gira anomenada Against All Gods Tour. La cançó triada per promoure la compilació va ser una «versió» de «Personal Jesus» originalment de la banda Depeche Mode, que va ajudar a l'àlbum a obtenir la certificació d'or a diversos països d'Europa, així com als Estats Units i Canadà.
Against All Gods Tour va ser la primera gira en la qual no figuraria el bateria Ginger Fish, que es va mantenir allunyat dels escenaris per una fractura en el seu coll i canell. Chris Vrenna —de Nine Inch Nails— es va encarregar de reemplaçar-lo breument i després de recuperar-se va tocar una sèrie de concerts amb la banda Maryor Priot, abans de tornar a unir-se a Marilyn Manson. Aquesta gira també va ser la primera des de Rock Is Dead Tour en la qual no figuraria John 5, que va decidir distanciar-se de la banda. Mark Chaussee va ocupar el seu lloc com a col·laborador.

### 2005-2008:Eat Me, Drink Me

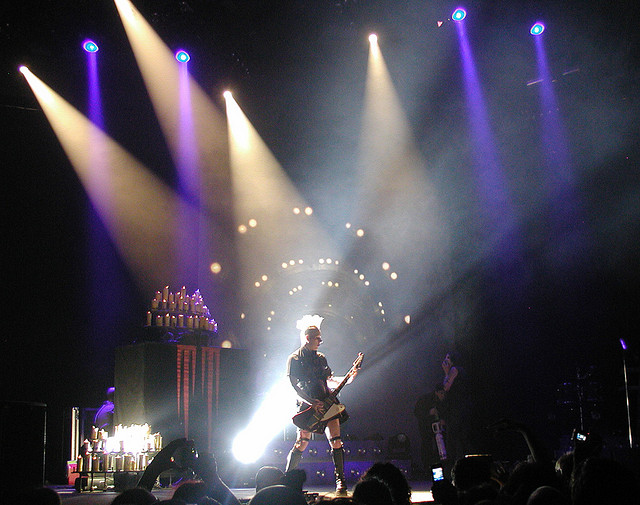
Eat Me, Drink Me juntament amb la gira Rap of the World Tour, van marcar l'última col·laboració entre Manson i Sköld.

En finalitzar la gira Against All Gods Tour Manson va preferir descansar per la resta de 2005, però a principis de 2006 va iniciar el procés d'enregistrament del seu sisè àlbum d'estudi, que va ser descrit per ell com: «el disc a què he aspirat tota la meva vida». Aquest treball va marcar una altra direcció musical en la qual es va dirigir la banda, on es va implementar un estil més melòdic i simplista influenciat pels riffs de les guitarres i sons dels teclats utilitzats en les dècades de 1970 i 1980.
A diferència dels seus discos anteriors, les lletres i música van ser compostes únicament per Manson i Sköld, que van desenvolupar un concepte dirigit cap a la depressió, el vampirisme i la mort. El resultat va ser l'àlbum Eat Me, Drink Me. Va sortir a la venda el 5 de juny de 2007, va ser impulsat pel senzill «Heart-Shaped Glasses (When the Heart Guides the Hand)» i va aconseguir debutar en el número vuit de la llista Billboard 200 amb més de 88.000 còpies venudes en la seva primera setmana.
El seu llançament va marcar la primera vegada que el teclista Madonna Wayne Gacy no va figurar en els crèdits, després de presentar-li una demanda judicial a Manson per impagaments i finalitzant la seva relació amb el grup. Chris Vrenna, qui anteriorment havia participat com bateria col·laborador a la gira Against All Gods Tour, va ser triat com el seu substitut. com a teclista, el resultat va ser la gira Rape of the World Tour que va veure participar en diversos guitarristes col·laboradors, per la falta d'un guitarrista oficial.

### 2008-2009:The High End of Low
A principis de 2008 es va reportar que Tim Sköld hauria abandonat la banda pel retorn de l'antic baixista Twiggy Ramirez. Aquest va decidir escurçar el seu nom a Twiggy i es va encarregar d'ocupar el lloc de Sköld per així completar les dates restants de la gira Rap of the World Tour. Amb la seva finalització, la banda es va dirigir a concretar un setè àlbum d'estudi al costat del productor Sean Beavan. Durant el procés d'enregistrament Manson el va descriure com: «[un àlbum] molt despietat, molt heavy i molt violent». El setè treball discogràfic de la banda va ser promogut pels senzills «We're from America» i «Arma-Goddamn-Motherfuckin-Geddon», els quals van ajudar al fet que The High End of Low debutés en el lloc número quatre del Billboard 200 amb 49.000 còpies venudes en la primera setmana. Tot i que va superar a Eat Me, Drink Me a les llistes d'èxits, les vendes de la seva primera setmana van ser les més baixes des del llançament del seu debut.
Amb una nova gira en promoció titulada The High End of Low Tour, Twiggy es va encarregar d'ocupar el lloc de guitarrista i Andy Gerold va ser incorporat com a baixista col·laborador. La gira va començar per una sèrie de concerts al costat de Slayer que van formar part del festival de música Mayhem Festival i va seguir al voltant del món en diferents països, fins a arribar al seu final el 21 de desembre de 2009.

### 2009-2013:Born Villain
En haver finalitzat la seva última gira, la banda inicia el procés de creació del seu vuitè àlbum. No obstant això aquest va ser momentàniament aturat per la disputa provocada entre Manson i el segell discogràfic, Interscope Records, que va derivar en separació quan el seu contracte va expirar a finals de 2009.
A mitjan 2010 Fred Sablan va ser integrat com a baixista oficial i Cooking Vinyl, al costat del propi segell de Manson Hell, etc., es van encarregar de reemplaçar a Interscope per a la distribució dels seus discos. Amb l'arribada de 2011, va ser confirmada la renúncia del bateria Ginger Fish i més endavant van revelar que el seu vuitè àlbum d'estudi es titularia Born Villain. En finalitzar la seva producció es va anunciar la renúncia del teclista Chris Vrenna que havia participat també com a productor. Promogut pel senzill «No Reflection», el vuitè àlbum del grup va ser llançat l'1 de maig de 2012 i va debutar en número 10 del Billboard 200 amb vendes de 39.000 còpies en la seva primera setmana. Així mateix li van atorgar a la banda una quarta nominació als premis Grammy.
La gira per promocionar-lo, amb el nom de Hey, Cruel World...Tour, inicia a Austràlia acompanyats pel bateria col·laborador, Jason Sutter. En el seu trajecte es van unir a Rob Zombie per realitzar una sèrie de presentacions titulades Twins of Evil Tour i més endavant van compartir l'escenari al costat d'Alice Cooper en la gira Masters of Madness: Shock Therapy Tour. En aquesta última es va incorporar el teclista col·laborador, Spencer Rollins.

### 2013-2016:The Pale Emperor
Durant la seva octava gira, Manson i Twiggy van dedicar part del seu temps a escriure noves cançons per al novè àlbum d'estudi de la banda. Després de completar les dates restants, el baixista Fred Sablan anuncia la seva sortida en termes amigables i encara que la formació es va veure afectada, el procés d'e creació no es va aturar. A principis del 2014, la banda va entrar a l'estudi d'enregistrament acompanyada pels col·laboradors Gil Sharone, Shooter Jennings i el productor i compositor de música cinematogràfica Tyler Bats. Després de mesos de producció, Manson va anunciar que The Pale Emperor seria editat el 20 de gener de 2015 pels segells Hell, etc. i Cooking Vinyl. Per promoure-ho, el primer senzill triat va ser «Deep Six» i una gira titulada The Hell Not Hallelujah Tour, amb data d'inici el gener de 2015.

### 2016-present:Heaven Upside Down
El 19 de juliol, Manson va anunciar que el desè àlbum d'estudi de la banda es titularia SAY10, i va predir la data de llançament pel dia de Sant Valentí de 2017. Però l'àlbum no va ser llançat al febrer de 2017, i al seu lloc van ser publicats una llarga sèrie de vídeos críptics en el compte personal de Instagram de Marilyn Manson durant poc menys de 2 mesos, abans que Manson revelés el 9 de maig que l'àlbum finalment havia estat nomenat Heaven Upside Down.
El primer senzill de l'àlbum, «We Know Where You Fucking Live», va sortir l'11 de setembre, amb l'àlbum a punt per sortir el 6 d'octubre.

## Estil musical i influències

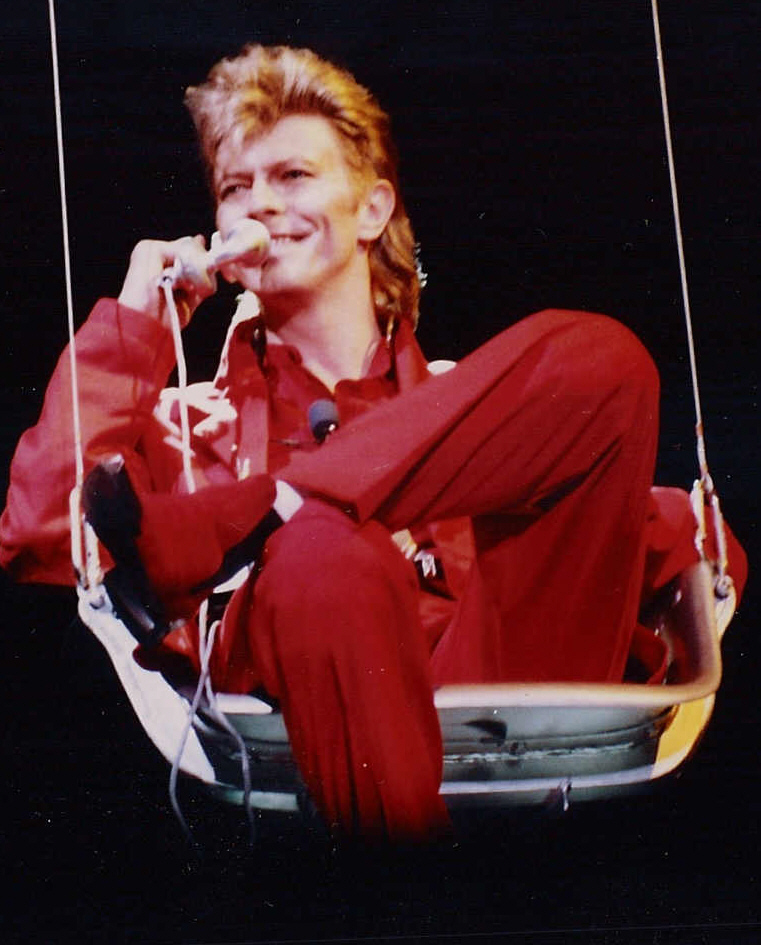
David Bowie és una de les més grans fonts d'inspiració en els treballs de la banda, a causa dels seus constants canvis estètics i musicals.

Al llarg dels anys la banda ha plasmat diverses influències en el seu estil musical, tals com: rock i metal industrial, rock i metal alternatiu, hard rock, heavy metal, glam rock i shock rock. No obstant això, generalment són catalogats com a metal alternatiu i industrial. En la seva adolescència, Manson va ser influenciat per artistes de shock rock com David Bowie, Alice Cooper i Iggy Pop al costat de bandes com The Doors, Kiss i Black Sabbath, les quals van ajudar a desenvolupar el so de la banda. Manson s'ha referit a Bowie com la seva més gran inspiració, a causa de la seva constant experimentació musical i canvis d'imatge. Així mateix l'arribada de nous membres i col·laboradors durant l'enregistrament dels seus discs també va influir en el so reflectit de cada producció.
Trent Reznor, que es va ocupar de produir els àlbums Portrait of an American Family i Antichrist Superstar, els va proporcionar influències de la música industrial com a cantant de Nine Inch Nails, el gènere del qual és generalment catalogat com a metal industrial. Més endavant el llançament de Mechanical Animals, va provocar un dràstic canvi en l'estil musical, reminiscent al glam rock i influenciat pels treballs de la dècada de 1970 de David Bowie. Per a l'any 2000, l'edició de l'àlbum d'estudi Holy Wood (In the Shadow of the Valley of Death), va veure a la banda tornar a l'estil dels seus primers treballs discogràfics sent classificada com a metall industrial i alternatiu.
La constant sortida i entrada de membres també va contribuir a la seva experimientació amb diferents estils musicals. Un clar exemple és l'arribada de Tim Sköld, qui els va proporcionar un so més comercial i accessible amb influències de música electrònica, plasmada en el disc The Golden Age of Grotesque. En contrast, l'edició de l'àlbum Eat Me, Drink Me, va marcar una altra direcció musical, on es van implementar riffs de guitarres i sons produïts pel teclat reminiscents als de les dècades de 1970 i 1980.

## Influència en altres artistes
Musical i estèticament, Marilyn Manson ha estat responsable d'influenciar a diversos artistes al llarg de la seva carrera. La cantant Skylar Grey, amb qui va gravar una cançó anomenada «Can't Haunt Me», va descriure a Manson com «[un] veritable artista i geni». Grey va comentar que la seva participació va ser «surrealista» i va confessar haver admirat el seu treball per anys. Així mateix, Christina Aguilera va fer la seva pròpia versió de la cançó «The Beautiful People» per a la banda sonora de la seva pel·lícula debut Burlesque; i Lady Gaga, qui va dir ser fanàtica de la seva música, va participar amb Manson en una remescla del seu senzill «LoveGame». Durant una entrevista amb MTV, la cantant canadenca Avril Lavigne va declarar que l'estil visual de la banda li va servir d'influència en el seu canvi d'imatge previ al llançament del seu àlbum homònim.
Les pàgines web d'MTV i Allmusic, també han citat a certs artistes influenciats per l'estil musical o estètic utilitzat per Marilyn Manson. Entre ells es troben: Disturbed, Jeffree Star, Evanescence, Dir en Grey, 30 Seconds to Mars, entre d'altres.

## Membres
Des de la seva fundació l'any 1989, la formació de la banda ha canviat constantment. Al llarg dels anys, ha comptat amb catorze membres oficials i deu col·laboradors. Únicament el cantant homònim i principal compositor, Marilyn Manson, és l'únic membre original restant.
| - Marilyn Manson – veu (1989-present) | - Paul Wiley – guitarra (2014-present) - Brandon Pertzborn – bateria (2019-present) - Juan Alderete – baix (2017-present) |

## Discografia
Àlbums d'estudi
- 1994: Portrait of an American Family
- 1996: Antichrist Superstar
- 1998: Mechanical Animals
- 2000: Holy Wood (In the Shadow of the Valley of Death)
- 2003: The Golden Age of Grotesque
- 2007: Eat Me, Drink Me
- 2009: The High End of Low
- 2012: Born Villain
- 2015: The Pale Emperor
- 2017: Heaven Upside Down
- 2020: We Are Chaos

EPs
- 1995: Smells Like Children